# Wild Brain Animation Studios
WildBrain Entertainment (también conocido simplemente como WildBrain) fue una compañía de animación estadounidense fundada en 1994 en San Francisco. Entre sus trabajos originales incluyen comerciales de sus clientes como Esurance, Chicklets, Starbucks, Target, Nike, the Wall Street Journal y Lamisil, otro de sus trabajos es realizar la serie para Playhouse Disney , Los héroes de la ciudad y los episodios pilotos de "Duck on a Bike"  "Kitty's Dish".

## Directores
- Ed Bell
- Gordon Clark
- George Evelyn
- Paul Fierling
- Chris Hauge
- John Hays
- Nick Hewitt
- Denis Morella
- Mike Overbeck
- Michaela Pavlatova
- Jerry Rees
- Phil Robinson

## Animación en Internet
El estudio es una de las compañías pioneras en realizar Animación en Flash en las páginas web, que han ofrecido al público entre mediados de los 1990 y 2000. 
Títulos de algunas series 
- Frank Tripper: The Perfect Weapon
- Romanov
- Kozik's Inferno
- Joe Paradise
- Glue

## Series animadas producidas
- Los héroes de la ciudad
- Poochini
- Bubble Guppies (temporada 1)
- Yo Gabba Gabba! (Segmentos de animación)

## Subsidiaria
- Happy Nest LLC - Empresa que trabajó en la producción general y los diseños de computadora de la serie Los héroes de la ciudad